# Нуайе-Бокаж
Нуайе́-Бока́ж (фр. Noyers-Bocage) — коммуна во Франции, находится в регионе Нижняя Нормандия. Департамент коммуны — Кальвадос. Входит в состав кантона Вилле-Бокаж. Округ коммуны — Кан.
Код INSEE коммуны — 14475.

## Население
Население коммуны на 2010 год составляло 1094 человека.
| 1962 | 1968 | 1975 | 1982 | 1990 | 1999 | 2010 |
| ---- | ---- | ---- | ---- | ---- | ---- | ---- |
| 466  | 525  | 604  | 620  | 797  | 822  | 1094 |

## Экономика
В 2010 году среди 708 человек трудоспособного возраста (15—64 лет) 546 были экономически активными, 162 — неактивными (показатель активности — 77,1 %, в 1999 году было 72,8 %). Из 546 активных жителей работали 509 человек (248 мужчин и 261 женщина), безработных было 37 (21 мужчина и 16 женщин). Среди 162 неактивных 69 человек были учениками или студентами, 71 — пенсионерами, 22 были неактивными по другим причинам.